# Thần kinh bì cẳng tay sau
Thần kinh bì cẳng tay sau (tiếng Anh: posterior cutaneous nerve of forearm) là dây thần kinh ở người và một số động vật. Đây là một dây thần kinh bì (chi phối cảm giác da) của cẳng tay.

## Nguyên ủy
Thần kinh có nguyên ủy từ thần kinh quay trong ô cánh tay sau, thường đi cùng thần kinh bì cánh tay sau.

## Đường đi
Thần kinh xuyên qua đầu ngoài của cơ tam đầu cánh tay, ở chỗ bám của cơ tam đầu với xương cánh tay.
Nhánh trên và nhánh nhỏ của thần kinh đi đến phía trước khuỷu tay, nằm sát tĩnh mạch đầu và chi phối cảm giác nửa dưới cánh tay.
Nhánh dưới xuyên qua phần mạc sâu, bên dưới cơ delta, và đi xuống dọc theo mặt ngoài của cánh tay và khuỷu tay. Thần kinh dọc theo mặt sau của cẳng tay đến cổ tay và hòa hợp với nhánh lưng của thần kinh bì cánh tay ngoài. Thần kinh chối cảm giác da theo đường đi của nó.

## Hình ảnh bổ sung

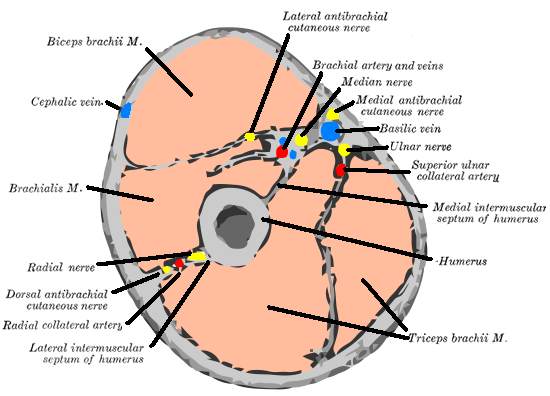
Mặt cắt ngang qua đoạn giữa cánh tay.
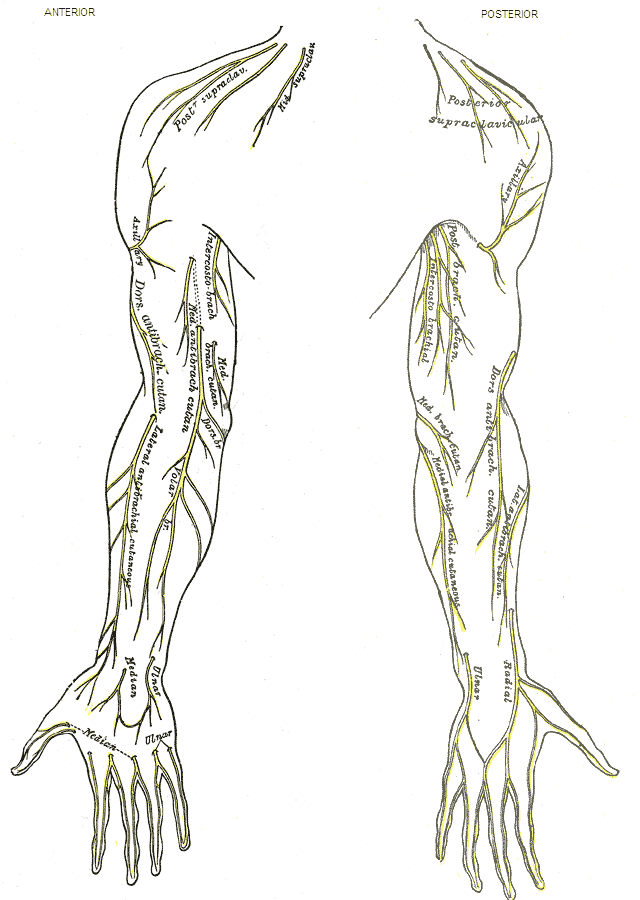
Các thần kinh bì của chi trên bên phải.